# Blutbuche im Garten der Henriettenstiftung
Die Blutbuche im Garten der Henriettenstiftung in Hannovers Stadtteil Südstadt wird als Naturdenkmal unter der Nummer ND-H 254 geführt. Nach seiner Art gehört der Baum zu den Blutbuchen (Fagus sylvatica f. purpurea).
Die nach dem Niedersächsischen Kommunalverfassungsgesetz für die Aufgaben der unteren Naturschutzbehörde auch für das Gebiet der Stadt Hannover zuständige Region Hannover erließ am 7. September 2016 eine (Sammel-)Verordnung und begründete die Unterschutzstellung dieses Baumes in der Anlage zur Verordnung mit dieser Beschreibung:
Die Blutbuche ist ein beeindruckender Baum, der den Vergleich mit Solitären im Georgengarten nicht scheuen muss. Das Alter der Blutbuche wird auf etwa 270 Jahre geschätzt.
und nannte als Schutzzweck
Der Baum soll aufgrund seines hohen Alters, seiner hohen Vitalität, der ausladenden Krone und der damit verbundenen Eigenart und Schönheit geschützt werden.
Den Standort beschreibt die Verordnung:
Hannover Südstadt, Garten der Henriettenstiftung,
nennt als Flurdaten
Hannover-Ahlem, Flur 28, Flurstück 96/11
und verwendet die Bezeichnung:
Blutbuche.
Der in der Verordnung der Region Hannover unter „Beschreibung“ erwähnte Georgengarten ist Teil des Gartenkomplexes in Hannover, der gemeinhin als die Gärten in Herrenhausen verstanden wird. Zu ihnen gehören neben dem Georgengarten der Welfengarten, der Berggarten und der barocke Große Garten.
Der Baum steht im Garten des Krankenhauses, das üblicherweise als Henriettenstift bezeichnet wird. Es nahm 1863 an dem immer noch bestehenden Standort seine Arbeit auf.